# Ріан (поет)
Ріан  (Rhianus, III століття до н. е. ) — давньогрецький епічний поет епохи еллінізму.

## Життєпис
Народився у м. Бени (о. Крит). Спочатку був рабом. Згодом став сторожем при гімнасії, потім здобув освіту і зайнявся наукою в Олександрії Єгипетській. Друг і сучасник вченого Ератосфена.
Видав «Іліаду» й «Одіссею», писав героїчні епопеї з історії Еліди (не менше 3 книг), Ахеї (не менше 4 книг), Фессалії (не менше 16 книг), Мессенії (у 6 книгах), міфологічний епос про Геракла («Гераклея»). Збереглися незначні уривки.